# Coupe des Nations (Rollhockey)

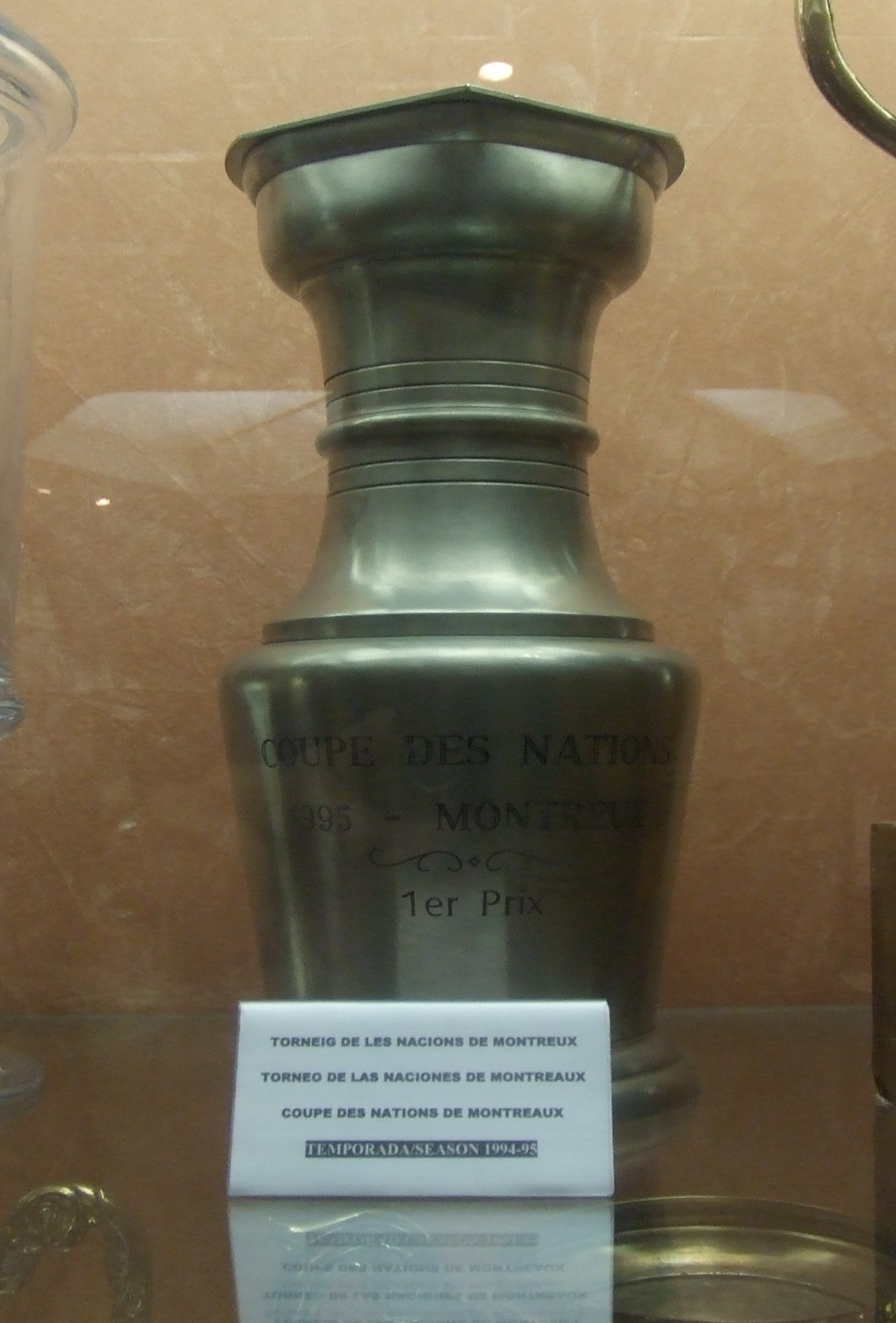
Die 1995 durch Spanien gewonnene Trophäe, ausgestellt in Barcelona

Der Coupe des Nations ist der älteste bekannte Rollhockeywettbewerb der Welt. Der Wettbewerb wurde offiziell 1921 in der Schweiz ins Leben gerufen und wird normalerweise von dem Montreux Hockey Club zur Osterzeit veranstaltet. Bis 1978 fand der Wettbewerb jährlich statt, bevor er in einen Zweijahresrhythmus überging. Das Turnier hat sich vor allem deshalb einen Namen gemacht, weil es der Vorgänger der Weltmeisterschaft ist und noch heute im Jahr der Weltmeisterschaften ausgetragen wird. Der Gastgeber-Club Montreux empfängt normalweise sieben der besten Nationalmannschaften für das renommierteste Länderturnier im Rollhockey. Es dient den Mannschaften als Vorbereitung für die später im Jahr stattfindende Weltmeisterschaft.
In den ersten Ausgaben bis zum Zweiten Weltkrieg wurde das Turnier von England dominiert, wobei zu diesem Zeitpunkt manchmal Nationalmannschaften und manchmal Vereine teilgenommen haben. Danach gewannen Portugal und Spanien die meisten Turniere.

## Geschichte
1921 veranstaltete der H.C. Montreux eines seiner ersten Osterturniere, welches heute als Coupe des Nations gewertet wird. Otto Mayer (späterer IOC Chancellor) und Fred Renkewitz waren federführend bei diesem Projekt. Sie gründeten schon 1911 den Montreux HC später auch den Weltverband World Skate.
1921 war Stuttgart als Gast dabei, 1923 war England erstmals von der Partie. 1924 und 1925 waren dann mehrere europäische Mannschaften zu Gast und das Osterturnier wurde zur inoffiziellen Europameisterschaft, dem Coupe des Nations.
Bis zum Weltkrieg fanden dann verschiedene Turniere statt mit Gastmannschaften aus Europa. 1939 und 1948 fand dann die Weltmeisterschaft in Montreux statt.

### Periodizität
Die Turniere fanden ab 1921 jährlich statt, mit Ausnahmen in 1928 und 1936. 1936 wurde stattdessen ein Europa- und Weltmeisterschaftsturnier in Stuttgart ausgetragen. Während des Zweiten Weltkriegs (1939–1945) gab es keine regulären Ausgaben, nur ein Spiel 1941 zwischen Montreux und Lyon. Ab 1946 wurde der Wettbewerb wieder jährlich durchgeführt, allerdings fielen von 1966 bis 1976 vier Ausgaben aus – z. B. wegen hoher Kosten, anderer Turniere oder eines Brands in Montreux 1971, der Deep Purples „Smoke on the Water“ inspirierte. Seit 1978 findet das Turnier alle zwei Jahre statt. 1987 verschob sich der Rhythmus auf ungerade Jahre. 1994 gab es eine Sonderausgabe zum 70-jährigen Jubiläum der internationalen Föderation. 2021 fiel das Turnier wegen COVID-19 aus, 2024 kehrte es zurück.

### Austragungen
Die Anzahl der teilnehmenden Teams schwankte im Laufe der Zeit stark. Von 1921 bis 1923 gab es nur drei Spiele mit Montreux gegen je ein ausländisches Team. Ab 1924 nahmen meist sechs Teams teil, in den 1930ern oft vier, gelegentlich bis zu sieben. Nach dem Zweiten Weltkrieg variierte die Zahl zwischen sechs (v. a. 1963–1978) und zwölf (1991, 1993). Seit 1994 nehmen konstant acht Teams teil. Insgesamt waren Teams aus 20 Ländern sowie drei Kontinentauswahlen (1994) dabei.
Elf Nationen aus Europa nahmen schon am Coupe des Nations teil.
Andorra war nur 2003 dabei – ein einmaliges Gastspiel. England, einst eine Hochburg des Rollhockey, stieg 1964 aus, kehrte aber 1999 und 2003 kurz zurück. Belgien verabschiedete sich nach 1961 weitgehend, mit Ausnahmen 1967 und 1973. Spanien startete erst 1947, ist aber seither ein Dauergast. Frankreich war zwar fast immer vertreten, schwächelte jedoch in den 1960ern und 70ern. Italien zeigte über Jahrzehnte Präsenz, fehlte jedoch komplett von 2005 bis 2015 – eine auffällige Lücke. Die Niederlande waren von 1951 bis 1999 regelmässig dabei. Portugal trat vor dem Krieg zweimal an, danach konstant. Die Schweiz, obwohl Gastgeberland, ist kurioserweise erst seit 1995 regelmässig dabei. Jugoslawien hatte nur vereinzelte Teilnahmen (1956, 1972). Deutschland ist trotzfrüher Teilnahme seit 2015 nicht mehr eingeladen worden.
Aus Amerika nahmen vier Länder teil: Argentinien stößt 1971 erstmals zum Turnier. Nordamerika ist schwach vertreten, die USA geben ihr Debüt 1978. Brasilien steigt 1993 ein, ist vor allem in den 1990er-Jahren aktiv und kehrt 2013 einmal zurück. Chile nahm 2007 und 2017 teil.
Aus Afrika waren drei Länder vertreten: Angola nahm ab 1982 regelmäßig teil. Ägypten spielte nur 1948 im Rahmen der Weltmeisterschaft. Mosambik war 1987 und 1989 dabei. AUs Ozeanien war Australien 1991 vertreten, 2011 und 2013 wurde Macao aus Asien eingeladen.